# Gooische Bierbrouwerij
De Gooische Bierbrouwerij is een Nederlandse bierbrouwerij uit Het Gooi, meer specifiek Hilversum in de provincie Noord-Holland.

## Achtergrond
De Gooische Bierbrouwerij is opgericht op 18 augustus 2010 door Arjanneke van den Berg, Paulien Hassink, Gijs Troost en Marcel Verhaaf. Het beeldmerk van de Gooische Bierbrouwerij is een gouden gevleugelde chihuahua. Daaronder staat het motto: Parvus Sed Audens, wat betekent: 'klein maar dapper'. De brouwerij lanceerde zijn twee eerste eigen bieren "Gooisch Blond" en "Gooisch Zwart" op 12 mei 2012, op 20 juli 2012 gevolgd door "Gooisch Wit". In 2013 is Guido de Wit toegetreden tot de brouwerij en vormt hij samen met Gijs Troost en Arjanneke van den Berg het management. De brouwerij maakt gebruik van de ketels van collega-brouwers maar opende in mei 2017 de deuren van haar eigen brouwerij op het Marktplein in Hilversum in een monumentale auto-showroom uit 1912, ook bekend als de Euro-bioscoop.
De Gooische Bierbrouwerij is lid van CRAFT.

## Bieren
De brouwerij produceert ambachtelijk gebrouwen bieren met lokale ingrediënten als boekweit. De bieren werden achtereenvolgens gebrouwen bij Hohmanns, Brouwerij Mommeriete, Anders!, De Molen en Jopen.
- Gooisch Blond
- Gooisch Wit
- Gooisch Zwart
- Gooische Bubbel
- Gooische Bock

Met het gebruik van boekweit geeft de brouwerij haar lokale signatuur aan het bier: boekweit werd eeuwen geleden verbouwd op de Erfgooiers gronden in 't Gooi en heeft een rol gespeeld in de ontwikkeling van de Gooische dorpen. De gele boekweitkorrel komt terug in vele wapens en vlaggen in deze regio.